# Carlos Roume
Carlos Gabriel Roume (Buenos Aires, 1923 - Tandil, 26 de septiembre de 2009) fue un ilustrador, dibujante de historietas y escultor argentino. 
Era el noveno hijo del arquitecto ornamental y escultor francés François Roume.

## Biografía
Su primer trabajo profesional fue para Publicidad Albatros en 1945. Colaboró luego con Publi-Art durante dos años y después, en forma independiente, para otras importantes agencias.
Comenzó a dibujar historietas para la revista Patoruzito con el personaje Lapacho Juan. 
Luego realizó La Vida de Lassie para la Editorial Abril y adaptaciones de obras literarias como Robinson Crusoe y Moby Dick, además de ilustrar historietas deportivas. A comienzos de los años 50, para la Editorial Códex creó su famoso personaje Sabú, con guiones de Leonardo Wadel y también realizó tapas y adaptaciones de clásicos de literatura de aventura: Verne, Salgari para Pimpinela. Más adelante, con guiones de Héctor Germán Oesterheld, dibujó para la Editorial Frontera: Nahuel Barros, Tipp Kenya y Patria Vieja. En 1959 dibuja Pichi, para Frontera Extra, cuyos guiones estaban a cargo de Jorge Mora, seudónimo de Jorge Oesterheld, hermano de Héctor.
Entre 1954 y 1962 colaboró con la editorial Fleetway de Gran Bretaña. Realizó Dick Daring, Kit Carson, Rodney Stone y Olac el Gladiador. Luego también trabajó para el Corriere dei Piccoli de Italia, Hayawatha, Zane Canon y Alazzan.
A su regreso de Europa publicó durante tres años Manquillán, el cóndor perdido (guion de Osvaldo Guglielmino) para el diario Clarín.
Durante 1972 ilustró una edición especial del Martín Fierro, de José Hernández, aparecida en las páginas de Billiken y con guiones de Héctor Germán Oesterheld.
A partir de 1974, en colaboración con Guillermo Saccomanno, Rossi y Grassi realizó trabajos para Ediciones Récord, en general sobre su tema favorito: los caballos. 
En septiembre de 1989, publicó El amigo del hombre (con guion de Roger King) en el número 13 de la revista Fénix, editada por Récord. 
Sus últimos años los pasó en Tandil, Provincia de Buenos Aires realizando bronces de caballos y acuarelas.